# Сагаипов, Карамноб Асланбекович
Карамноб (Исрапил, Исраил) Асланбекович Сагаипов (род. 1 января 1997, Грозный) — российский и ливанский дзюдоист, бронзовый призёр первенства России 2014 года среди кадетов, серебряный призёр первенства России среди юниоров 2016 года, призёр этапов Кубка Европы среди кадетов и юниоров, бронзовый призёр Всероссийской спартакиады 2022 года, победитель и призёр международных турниров, бронзовый призёр летних Азиатских игр 2023 года в Ханчжоу (Китай), бронзовый призёр чемпионата Азии 2025 года, участник летних Олимпийских игр 2024 года в Париже. Выступает в средней весовой категории (до 90 кг).

## Биография
Чеченец. Родился в Грозном. Начал заниматься дзюдо в 9 лет. Двое его братьев также занимаются дзюдо. В 2015 году получил травму, из-за которой был вынужден прервать свою карьеру. Представляет Россию под именем Исраил Сагаипов. Увлекается верховой ездой, любит путешествовать. С 2022 года выступает за Ливан. Первый дзюдоист из Ливана, который дошёл до полуфинала чемпионата мира.
4 апреля 2022 года на турнире Большого шлема в Анталье отказался бороться против представителя Израиля Ли Кохмана.
На Олимпиаде в первой же схватке проиграл представителю Болгарии Ивайло Иванову и выбыл из борьбы за медали.

## Спортивные результаты
- Первенство России по дзюдо среди кадетов 2014 — ;
- Первенство России по дзюдо среди юниоров 2016 — ;
- Первенство СКФО по дзюдо среди юниоров 2015 — [7];
- Этап Кубка Европы по дзюдо среди юниоров 2015 (Афины) — ;
- Дзюдо на Всероссийской спартакиаде 2022 — ;
- Чемпионат мира по дзюдо 2024 — 5;